# النصيف (الجوف)
النصيف هي إحدى قرى الجمهورية اليمنية. تتبع جغرافيا لمحافظة الجوف و إداريًا لمديرية برط العنان. يبلغ تعداد سكانها 1850 نسمة حسب الإحصاء الذي أجري عام 2004.